# Tom Rees
Thomas “Tom” Rees (Basingstoke, 11 settembre 1984) è un ex rugbista internazionale per l'Inghilterra, già terza linea del London Wasps fino al ritiro prematuro avvenuto a 27 anni per infortunio.

## Biografia
Tom Rees iniziò la pratica rugbistica a 12 anni durante la frequenza delle scuole medie, e un anno più tardi entrò nelle giovanili del Basingstoke.
Inizialmente terza linea centro, evolvette come flanker e in tale ruolo fu convocato nell'Inghilterra U-16 per la quale divenne giocatore dell'anno; il riconoscimento gli valse anche l'offerta di una borsa di studio da diverse scuole superiori che cercavano giocatori per le proprie selezioni, e Rees scelse quella di High Wycombe.
Divenne poi prima scelta nel ruolo di flanker nell'U-18 e U-19, e nel 2002 entrò nella scuola rugby dei London Wasps; due anni dopo fu ingaggiato dallo stesso club come professionista ed esordì in prima squadra.
Disputò successivamente (2005) il Sei Nazioni U-21 da capitano della nazionale inglese di categoria, ma saltò nell'autunno successivo la convocazione nell'Inghilterra maggiore a causa di un infortunio al ginocchio occorsogli durante la semifinale di Premiership.
Quello fu solo il primo di una serie di infortuni che costellarono tutta la stagione a venire, ma le sue prestazioni negli Wasps gli valsero comunque la fiducia di Brian Ashton, che il 3 febbraio 2007 lo fece esordire nel Sei Nazioni contro la Scozia, nella stessa partita di rientro di Jonny Wilkinson.
Nell'estate di quello stesso anno Rees fu chiamato per i test di avvicinamento alla Coppa del Mondo e, infine, inserito nella lista ufficiale dei 30 convocati per il torneo, nel quale disputò tre incontri, e segnalandosi contro gli Stati Uniti come il secondo più giovane avanti inglese a marcare una meta internazionale dopo Nigel Redmond.
Fu anche in campo nel rovinoso 0-36 subìto dal Sudafrica che rimase l'ultimo incontro di Rees in tutto il torneo in quanto impossibilitato a proseguire a causa di un infortunio alla coscia.
Il suo ultimo incontro fu contro la Nuova Zelanda nel novembre 2008.
Un ennesimo infortunio al ginocchio lo costrinse al ritiro nel marzo 2012 a soli 27 anni, dopo che peraltro in stagione non era sceso in campo in neppure un incontro di campionato; nel settembre successivo fu nominato ambasciatore dei London Wasps insieme a John Hart, suo compagno di squadra che si ritirò appena un mese dopo di lui, a 30 anni, per un infortunio alla spalla.

## Palmarès
- Premiership: 2
Wasps: 2004-05, 2007-08
- Coppe Anglo-Gallesi: 1
Wasps: 2005-06
- Heineken Cup: 1
Wasps: 2006-07